# U-377 (tàu ngầm Đức)
U-377 là một tàu ngầm tấn công  Lớp Type VII thuộc phân lớp Type VIIC được Hải quân Đức Quốc Xã chế tạo trong Chiến tranh Thế giới thứ hai. Nhập biên chế năm 1941, nó đã thực hiện được mười một chuyến tuần tra nhưng không đánh chìm được mục tiêu nào. Trong chuyến tuần tra cuối cùng trong Đại Tây Dương, U-377 mất tích từ ngày 17 tháng 1, 1944, có thể đã bị các tàu khu trục HMS Wanderer và tàu frigate HMS Glenarm thuộc Hải quân Hoàng gia Anh thả mìn sâu đánh chìm vào ngày 17 tháng 1, 1944.

## Thiết kế và chế tạo

### Thiết kế

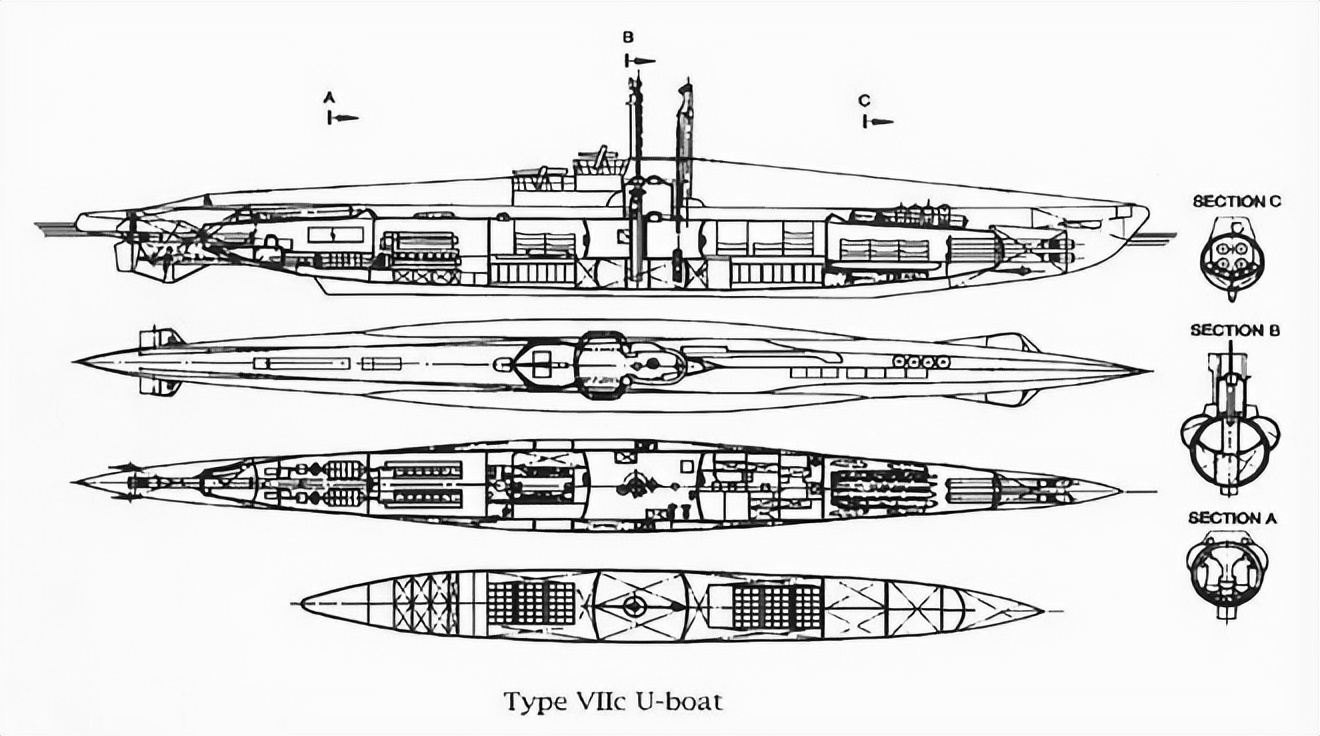
Sơ đồ các mặt cắt một tàu ngầm Type VIIC

Phân lớp VIIC của Tàu ngầm Type VII là một phiên bản VIIB được kéo dài thêm. Chúng có trọng lượng choán nước 769 t (757 tấn Anh) khi nổi và 871 t (857 tấn Anh) khi lặn). Con tàu có chiều dài chung 67,10 m (220 ft 2 in), lớp vỏ trong chịu áp lực dài 50,50 m (165 ft 8 in), mạn tàu rộng 6,20 m (20 ft 4 in), chiều cao 9,60 m (31 ft 6 in) và mớn nước 4,74 m (15 ft 7 in).
Chúng trang bị hai động cơ diesel Germaniawerft F46 siêu tăng áp 6-xy lanh 4 thì, tổng công suất 2.800–3.200 PS (2.100–2.400 kW; 2.800–3.200 bhp), dẫn động hai trục chân vịt đường kính 1,23 m (4,0 ft), cho phép đạt tốc độ tối đa 17,7 kn (32,8 km/h), và tầm hoạt động tối đa 8.500 nmi (15.700 km) khi đi tốc độ đường trường 10 kn (19 km/h). Khi đi ngầm dưới nước, chúng sử dụng hai động cơ/máy phát điện Garbe, Lahmeyer & Co. RP 137/c  tổng công suất 750 PS (550 kW; 740 shp). Tốc độ tối đa khi lặn là 7,6 kn (14,1 km/h), và tầm hoạt động 80 nmi (150 km) ở tốc độ 4 kn (7,4 km/h). Con tàu có khả năng lặn sâu đến 230 m (750 ft).
Vũ khí trang bị có năm ống phóng ngư lôi 53,3 cm (21 in), bao gồm bốn ống trước mũi và một ống phía đuôi, và mang theo tổng cộng 14 quả ngư lôi, hoặc tối đa 22 quả thủy lôi TMA, hoặc 33 quả TMB. Tàu ngầm Type VIIC bố trí một hải pháo 8,8 cm SK C/35 cùng một pháo phòng không 2 cm (0,79 in) trên boong tàu. Thủy thủ đoàn bao gồm 4 sĩ quan và 40-56 thủy thủ.

### Chế tạo
U-377 được đặt hàng vào ngày 16 tháng 10, 1939, và được đặt lườn tại xưởng tàu của hãng Howaldtswerke ở Kiel vào ngày 8 tháng 4, 1940. Nó được hạ thủy vào ngày 15 tháng 8, 1941, và nhập biên chế cùng Hải quân Đức Quốc Xã vào ngày 2 tháng 10, 1941 dưới quyền chỉ huy của Hạm trưởng, Đại úy Hải quân Otto Köhler.

## Lịch sử hoạt động

### 1942
Sau khi hoàn tất việc huấn luyện trong thành phần Chi hạm đội U-boat 6, U-377 sẵn sàng hoạt động từ ngày 1 tháng 2,  1942. Nó hoạt động từ các căn cứ tại Na Uy, và đến ngày 1 tháng 7 đã được điều động sang Chi hạm đội U-boat 11.

#### Chuyến tuần tra thứ nhất
Khởi hành từ cảng Kiel vào ngày 14 tháng 2 cho chuyến tuần tra đầu tiên trong chiến tranh, U-377 hoạt động dọc theo bờ biển Na Uy cho đến khi đi đến cảng Narvik, Na Uy vào ngày 28 tháng 2. Nơi đây trở thành cảng nhà và là căn cứ hoạt động chính của chiếc tàu ngầm cho đến hết năm 1942.

#### Chuyến tuần tra thứ hai, thứ ba và thứ tư
Từ căn cứ Narvik, U-377 lần lượt thực hiện ba chuyến tuần tra: từ ngày 6 đến ngày 25 tháng 3 để hoạt động dọc theo bờ biển Na Uy; từ ngày 5 đến ngày 19 tháng 4 để hoạt động trong biển Na Uy cho đến chung quanh đảo Bear; và từ ngày 25 tháng 5 đến ngày 2 tháng 6 để hoạt động trong biển Barents. Nó không đánh chìm được mục tiêu nào trong cả ba chuyến đi này.

#### Chuyến tuần tra thứ năm, thứ sáu và thứ bảy
Sau khi di chuyển từ Narvik đến cảng Trondhelm, Na Uy vào đầu tháng 6, U-377 khởi hành từ đây vào ngày 18 tháng 7 cho chuyến tuần tra thứ năm, và hoạt động tại khu vực phụ cận đảo Bear trước khi trở lại Trondhelm vào ngày 25 tháng 7.
Nó tiếp tục chuyến tuần tra tiếp theo từ Trondhelm vào ngày 30 tháng 8, để hoạt động trong biển Na Uy về phía Nam quần đảo Svalbard và trong biển Barents đến tận phía Tây quần đảo Novaya Zemlya. Con tàu kết thúc chuyến tuần tra tại Skjomenfjord vào ngày 24 tháng 9.
Chuyến tuần tra thứ bảy bắt đầu tại Skjomenfjord vào ngày 7 tháng 10, và kéo dài cho đến ngày 13 tháng 11, với một chặng dừng tại cảng Narvik từ ngày 24 đến ngày 27 tháng 10. Chiếc U-boat đã hoạt động trong biển Na Uy tại khu vực quần đảo Svalbard, Và sau khi kết thúc chuyến đi tại Narvik , chiếc tàu ngầm lần lượt di chuyển đến các cảng Trondhelm và Bergen, Na Uy vào cuối tháng 11.

### 1943

#### Chuyến tuần tra thứ tám
U-377 rời Bergen vào ngày 30 tháng 1, 1943 cho chuyến tuần tra thứ tám với nhiệm vụ chuyển sang hoạt động tại khu vực Trung tâm Bắc Đại Tây Dương. Nó băng qua khe GI-UK giữa quần đảo Faroe và Iceland để vòng qua quần đảo Anh, hoạt động trong vùng biển Bắc Đại Tây Dương về phía Nam Greenland, và kết thúc chuyến tuần tra khi đi đến Brest bên bờ biển Đại Tây Dương của Pháp vào ngày 18 tháng 3. U-377 được chính thức điều sang Chi hạm đội U-boat 9 đặt căn cứ tại Pháp từ ngày 1 tháng 3.

#### Chuyến tuần tra thứ chín và thứ mười
Chuyến tuần tra thứ chín của U-377 diễn ra từ ngày 15 tháng 4 đến 7 tháng 6, cùng bắt đầu và kết thúc tại cảng Brest. Chiếc U-boat đã hoạt động tại khu vực giữa Bắc Đại Tây Dương, nhưng không đánh chìm được mục tiêu nào.
Con tàu lại có chuyến tuần tra tiếp theo từ ngày 26 tháng 8 dưới quyền chỉ huy của hạm trưởng mới, Trung úy Hải quân Gerhard Kluth. Lượt đi đầu tiên bị cắt ngắn khi con tàu phải quay trở lại cảng vào ngày 30 tháng 8, rồi lên đường trở lại vào ngày 6 tháng 9, nhưng lại phải quay trở về vào ngày hôm sau. Cuối cùng U-377 xuất phát vào ngày 9 tháng 9 để tham gia cùng các tàu U-boat khác tại vùng biển giữa Bắc Đại Tây Dương. Vào ngày 22 tháng 9, nó bị một máy bay ném bom B-24 Liberator thuộc Liên đội 10 Không quân Hoàng gia Anh tấn công, khiến hạm trưởng bị thương. Chiếc U-boat quay trở về cảng dưới quyền chỉ huy tạm thời của Hạm phó, Thiếu úy Hải quân Ernst-August Gerke, đến nơi vào ngày 10 tháng 10.

### 1944

#### Chuyến tuần tra thứ mười một – Bị mất
Sau khi Trung úy Kluth quay trở lại nắm quyền chỉ huy con tàu, U-377 khởi hành từ Brest vào ngày 15 tháng 12, 1943 cho chuyến tuần tra thứ mười một, và hoạt động tại khu vực giữa Bắc Đại Tây Dương. Chiếc tàu ngầm gửi báo cáo cuối cùng về căn cứ vào ngày 15 tháng 1, 1944, cho biết đã tấn công một đội tìm-diệt tàu ngầm đối phương bằng ngư lôi dò âm. Bộ Tổng chỉ huy U-boat Đức dự kiến con tàu sẽ về đến vùng bờ biển Pháp vào khoảng ngày 29 tháng 1, nên khi nó không có mặt vào ngày 10 tháng 2, con tàu được cho là mất tích từ ngày 4 tháng 2.
Sau chiến tranh phía Đồng Minh không thể xác định lý do U-377 bị mất tích với bất kỳ hoạt động chống ngầm nào, nên chiếc U-boat được xem là mất không rõ nguyên nhân. Vào khoảng thời gian chiếc tàu ngầm bị mất, Bộ Tổng chỉ huy U-boat Đức nhận được hai bức điện khẩn rời rạc, mã hóa và không ký tên, nên đưa đến giả thuyết cho rằng U-377 bị đánh chìm bởi một quả ngư lôi G7es (T5) dò âm của chính nó, và giả thuyết này được nhiều nguồn công nhận.
Tuy nhiên đã một đợt tấn công bằng mìn sâu từ các tàu khu trục HMS Wanderer và tàu frigate HMS Glenarm thuộc Hải quân Hoàng gia Anh diễn ra tại tọa độ 49°39′B 20°10′T / 49,65°B 20,167°T vào ngày 17 tháng 1, và kéo dài trong suốt hai ngày. Nơi đây cách vị trí cuối cùng được biết của U-377 khoảng 220 nmi (410 km), cũng như nằm trên lộ trình di chuyển của chiếc U-boat nếu như nó di chuyển chậm để tiết kiệm nhiên liệu, khiến có thể là câu trả lời sau cùng về số phận của U-377.

### "Bầy sói" tham gia
U-377 từng tham gia 15 bầy sói:
- Aufnahme (7 – 11 tháng 3, 1942)
- Blücher (11 – 18 tháng 3, 1942)
- Bums (6 – 14 tháng 4, 1942)
- Blutrausch (15 – 17 tháng 4, 1942)
- Trägertod (12 – 21 tháng 9, 1942)
- Ritter (11 – 21 tháng 2, 1943)
- Neptun (22 tháng 2 – 2 tháng 3, 1943)
- Amsel (22 tháng 4 – 3 tháng 5, 1943)
- Amsel 2 (3 – 6 tháng 5, 1943)
- Elbe (7 – 10 tháng 5, 1943)
- Elbe 2 (10 – 14 tháng 5, 1943)
- Leuthen (15 – 22 tháng 9, 1943)
- Borkum (24 tháng 12, 1943 – 3 tháng 1, 1944)
- Borkum 3 (3 – 13 tháng 1, 1944)
- Rügen (13 – 17 tháng 1, 1944)